# Канонізація царської сім'ї
Канонізація колишньої царської сім'ї — прославлення у лику православних святих колишнього монарха, а на момент смерті простого громадянина Миколи Готторп-Гольштейн-Романового, його дружини і п'ятьох дітей, розстріляних бойовиками-інтернаціоналістами єврейського походження (як мінімум частково) і соціалістичної орієнтації в Єкатеринбурзі в ніч з 16 на 17 липня 1918 року. Прихильники канонізації Царської Родини нерідко акцентують увагу на вині всіх православних росіян або ширше всіх підданих Царської Росії за цей злочин, адже монархів мають захищати їх піддані, а православних самодержців - єдиновірці. 
У 1981 році Російською православною церквою закордоном члени сім'ї полковника Миколи Готторп-Гольштейн-Романова були зараховані до лику святості «мученики». У 2000 році, після тривалих суперечок, які викликали значний резонанс у Росії, вони були зараховані до лику святості «страстотерпців» Російською православною церквою Московського патріархату; нині вшановуються як «страстотерпці».

## Основні дати
- 1917 рік — Лютнева революція і зречення Миколи II.
- 1918 рік — розстріл сім'ї полковника Миколи Готторп-Гольштейн-Романова.
- У 1928 році сім'я Готторп-Гольштейн-Романових зарахована до лику святих мучеників Катакомбною церквою.
- У 1938 році[1] канонізовані Сербською православною церквою[2] (цей факт заперечує Олексій Осипов[3]). Перші звістки про звернення віруючих до Синоду Сербської Православної церкви з проханням про канонізацію колишнього царя Миколи II відносяться до 1930 року[4].
- У 1981 році колишня царська сім'я, що сама зреклась свого статусу прославлена Російською зарубіжною церквою.
- Жовтень 1996 року — Синодальна комісія з канонізації святих Російської православної церкви (РПЦ) щодо прославлення так званих «Царствених мучеників» подала свою доповідь.
- 20 серпня 2000 року були зараховані РПЦ до лику святих Собору святих новомучеників і сповідників російських, явлених і неявлених.

День пам'яті: 4 (17) липня (у день розстрілу), а також у числі Собору новомучеників — 25 січня (7 лютого), якщо цей день збігається з недільним днем, а якщо не збігається — у найближчу неділю після 25 січня (7 лютого).

## Передісторія

### Розстріл
У ніч з 16 на 17 липня 1918 року родина Готторп-Гольштейн-Романови, що на той час мала статус простих громадян та їх слуги, були розстріляні у підвалі Іпатіївського будинку, згідно з постановою «Уральської обласної ради робочих, селянських і солдатських депутатів», яку очолювали більшовики.

### Список жертв
| Семеро членів сім'ї 1. Микола Олександрович Готторп-Гольштейн-Романов, 50 років 2. Олександра Федорівна, 46 років 3. Ольга, 22 роки 4. Тетяна, 21 рік 5. Марія, 19 років 6. Анастасія, 17 років 7. Олексій, 13 років | А також - Євген Боткін, лейбмедик (53 роки) - Іван Харитонов, кухар (48 років) - Алоїзій Трупп, лакей (62 роки) - Ганна Демидова, покоївка (40 років) |

### Стихійне шанування
Практично негайно після оголошення про страту колишнього царя Миколи II і його сім'ї в окремих групах віруючих верств російського суспільства почали виникати думки про вшанування колишнього царя як святого.

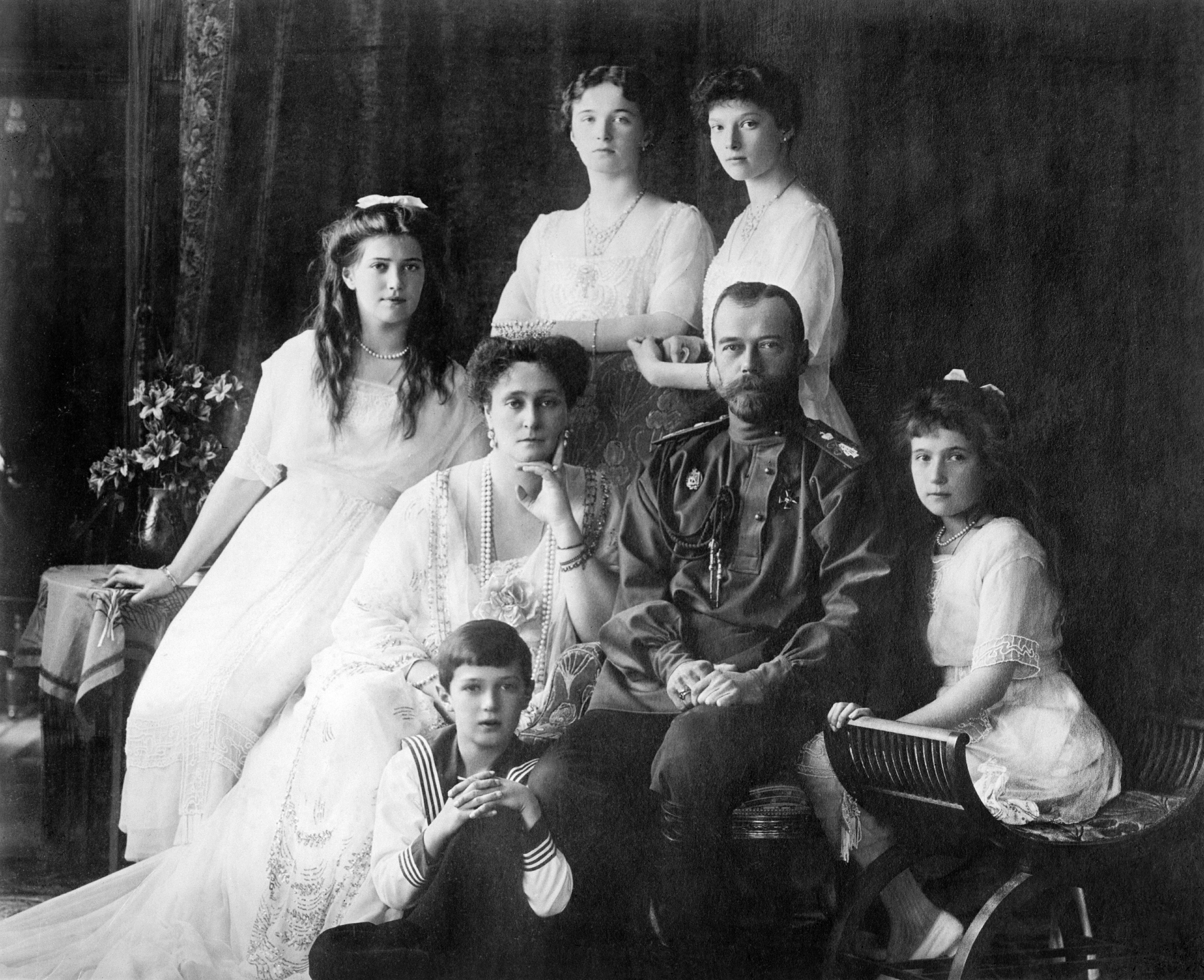
Дореволюційна фотографія царської сім'ї, призначена для продажу

Через три дні після розстрілу, 8 (21) липня 1918 року під час богослужіння в Казанському соборі Москви патріарх Тихон виголосив проповідь, у якій окреслив «суть духовного подвигу» колишнього царя і ставлення церкви до питання страти: «днями трапилася жахлива подія: розстріляний колишній Государ Микола Олександрович… Ми повинні, підкоряючись вченням слова Божого, засудити цю справу, інакше кров розстріляного впаде на нас, а не тільки на тих, хто скоїв його. Ми знаємо, що він, зрікшись престолу, робив це, маючи на увазі благо Росії і з любові до неї. Він міг би після зречення знайти собі безпеку і порівняно спокійне життя за кордоном, але не зробив цього, бажаючи страждати разом із Росією. Він нічого не робив для поліпшення свого становища, покірно підкорився долі». Крім того, патріарх Тихон благословив архіпастирів і пастирів здійснювати панахиди за Романових.
На думку РПЦ, характерна для народу побожна повага до відставного миропомазанника, обставини їх смерті від рук російських більшовиків і жалоба, яку викликала загибель ні в чому невинних дітей, — усе це стало складовими частинами, з яких поступово зросло ставлення до сім'ї, яка вже не була монаршою, не як до жертв політичної боротьби, а як до християнських мучеників. Як зазначав митрополит Крутицький і Коломенський Ювеналій, шанування так званої «Царської сім'ї», розпочате Тихоном, тривало, незважаючи на пануючу ідеологію, протягом кількох десятиліть радянського періоду історії. Священнослужителі і миряни промовляли до Бога молитви за упокій убієнних страждальців, членів сім'ї громадянина Миколи Олксандровича Готторп-Гольштейн-Романова. У будинках у червоному кутку можна було бачити фотографії цієї сім'ї". Про те, наскільки широко було поширене це шанування, статистики немає.
В емігрантському колі ці настрої були ще більш очевидними. Наприклад, в емігрантській пресі з'являлися повідомлення про чудеса, які здійснились за допомогою колишніх царських мучеників. Митрополит Сурозький Антоній в інтерв'ю 1991 року, характеризував ситуацію серед російських емігрантів і вказував, що «багато хто за кордоном шанує їх святими. Ті, хто належить до патріаршої церкви або до інших церков, здійснюють панахиди в їх пам'ять, а то й молебні. А в приватному порядку вважають, що можна їм молитися», що, на його думку, вже є місцевим шануванням.
У 1981 році сім'я громадян РСФСР, яка сама зреклась свого статусу, була прославлена рішенням Архієрейського собору Російської православної церкви Закордоном. Ця подія посилила увагу до питання про святість останнього російського царя, який зрікся престолу і в СРСР.
У другій половині 80-х років у зв'язку з Перебудовою в радянському суспільстві зросла політична активність, стало можливо обговорювати заборонені раніше теми. Одним із таких питань була канонізація самовідстороненої колишньої царської сім'ї. 16 липня 1989 року ввечері на пустирі, де колись стояв будинок Іпатьєва, почали збиратися люди. Перший раз відкрито прозвучали народні молитви «Царственим Мученикам». 18 серпня 1990 року на місці Іпатіївського будинку був установлений перший дерев'яний хрест, біля якого віруючі люди стали молитися один-два рази на тиждень, читати акафісти.
У 1980-х роках і у Росії почали лунати голоси про офіційну канонізацію хоча б розстріляних дітей. З'являлись написані без церковного благословення ікони, в яких були зображені тільки вони одні, без батьків. У 1992 році до лику святих була зарахована сестра відставного імператриці велика княгиня Єлизавета Федорівна, ще одна жертва більшовиків. Тим не менш існувало й чимало противників канонізації.

## Канонізація сім'ї Миколи Романова

### Російська православна церква закордоном
Різні емігрантські організації наполегливо вимагали від Російської православної церкви закордоном (РПЦЗ) канонізації Миколи II вже в 1920—1930 роках. Так, звертаючись в 1938 році до Другого Всезакордонного собору, «Царський вісник» писав: "Чесні архіпастирі і батьки! По-синівськи молимо Вас виконати цю найбільшу справу Вашого земного життя. Адже якщо Ви не прославите Царя-Визволителя, то встануть зі своїх безвісних могил всі замучені і прославлять Його! Однак ці ініціативи зустрічали стримане ставлення вищих ієрархів РПЦЗ. Митрополит Антоній так пояснював свою думку про те, що канонізація Миколи II передчасна:
Я сподіваюся і навіть маю впевненість, що Господь прийняв Його душу в Своє Небесне Царство, але звідси ще далеко до прославлення Його як святого. Правда, бували випадки, коли невинна смерть праведників сама по собі була прийнята сучасниками, як підстава для їх прославляння. Такою була смерть св[ятих] благовірних князів Бориса і Гліба від руки братовбивці Святополка. Однак ця подія була прийнята як доказ їх святості після того, коли поховання їхнє стало супроводжуватися численними зціленнями хворих тощо. Явними чудесами. <…> Якщо Господь, понад сподівання, зволить так прославити найлагіднішого і смиренного серцем царя Миколу Олександровича, то Ваше благочестиве бажання, ймовірно, буде виконано.
Митрополит звертав увагу, що для канонізації повинні бути виконані такі умови: «або оглянуті мощі покійного як нетлінні, або зібрані і перевірені оповіді про чудеса, здійснених за його молитвами до Бога. Церква відноситься, звичайно, з повною серйозністю до такої справи і надзвичайно суворо перевіряє оповіді про зцілення, здійснених праведником або про його явленнях після смерті». Однак у посланнях Другого Всезакордонного собору 1938 року Миколу II вже називають мучеником.
У 1940-х роках самосвідомість РПЦЗ почала змінюватися, посилилася критика Московської патріархії, склалося сприйняття себе як «Церкви неушкодженою, носіями ідей Святої Русі». Новий митрополит Філарет вже не заперечував проти прославлення нових святих, у 1964 році був зарахований до лику святих Іоанн Кронштадтський.
Архієрейський собор РПЦЗ 1967 року ухвалив у всіх згадуваннях іменувати імператора «убієнним Царем-мучеником».
Архієрейський собор РПЦЗ 1971 року доручив Архієрейському синоду почати збір матеріалів про новомучеників і сповідників Російських на чолі з так званим «Царем Мучеником і Царської сім'єю».
1981 році Архієрейський собор РПЦЗ зарахував до лику святих Миколу і всю його родину і їх слуг. Перед цим у російському зарубіжжі не один рік велася полеміка про царювання Миколи II. Висловлювалися пропозиції виключити з числа тих, що прославляють, новомучеників всю сім'ю Миколи II, або прославити тільки дітей, або виключити тільки Олександру Федорівну (остання думка висловлювалася особливо часто). У питанні канонізації зіткнулися також думки двох ієрархів РПЦЗ — архієпископа Антонія (Бартошевича) та єпископа Нектарія (Концевича). Антоній наполягав, щоб цареві не відводилося особливе місце і щоб під час богослужіння його ім'я згадувалося в тропарі новомучеників після імен ієрархів. Нектарій ж вважав, що духовне відродження Росії залежить від канонізації Миколи II як голови всіх новомучеників, що коли віруючі на російській землі почнуть звертатися до неї в молитвах, то Бог за клопотанням Миколи II зможе створити диво, «знявши з совісті Російського Народу тяжкий гріх царевбивства, подихом уст Своїх, може здунути з особи Російської землі ярмо і всю нечистоту богоборчої влади». Собор РПЦЗ в 1981 році прийняв сторону архієпископа Антонія, однак, на думку історика В. В. Семененка-Басіна, «це не могло похитнути тих, хто був переконаний в особливій, містичної ролі Миколи II в долі миру». Одночасно з царською сім'єю були канонізовані російські новомученики і сповідники, які постраждали під час радянської влади. Архімандрит Кіпріан (Пижов) написав відповідну ікону, на якій родина Миколи II поміщена в центрі, що відповідало монархічним ідеалам, поширеним у РПЦЗ.

### Чудеса
Російська православна церква останньої поставила питання про канонізацію розстріляних колишніх монархів, а на момент розстрілу простих громадян (що, безумовно, було пов'язано з політичною ситуацією у країні). При розгляді цього питання перед нею стояв приклад інших православних церков, репутація, яку вже давно надбали загиблі в очах віруючих, а також те, що вони вже були прославлені як місцевошановані святі в Єкатеринбурзькій і Верхотурській єпархії, Луганській, Брянській, Севській, Одеській та Тульчинської єпархії.
У 1992 році визначенням Архієрейського собору від 31 березня — 4 квітня синодальної комісії з канонізації святих було доручено «при вивченні подвигів новомучеників Російських почати дослідження матеріалів, пов'язаних із мученицькою кончиною Царської Сім'ї». Із 1992 по 1997 рік комісія, очолювана митрополитом Ювеналієм, присвятила розгляду цієї теми 19 засідань, в перервах між якими члени комісії поглиблено вивчали життя Царської сім'ї. На Архієрейському соборі 1994 року в доповіді голови комісії була викладена позиція з низки завершених до того часу досліджень.
Про підсумки роботи комісії було повідомлено Священного синоду на засіданні 10 жовтня 1996 року. На основі доповіді стали можливими подальші кроки.
На підставі доводів, врахованих РПЦ, а також завдяки поданням і чудесам комісія зробила висновок:

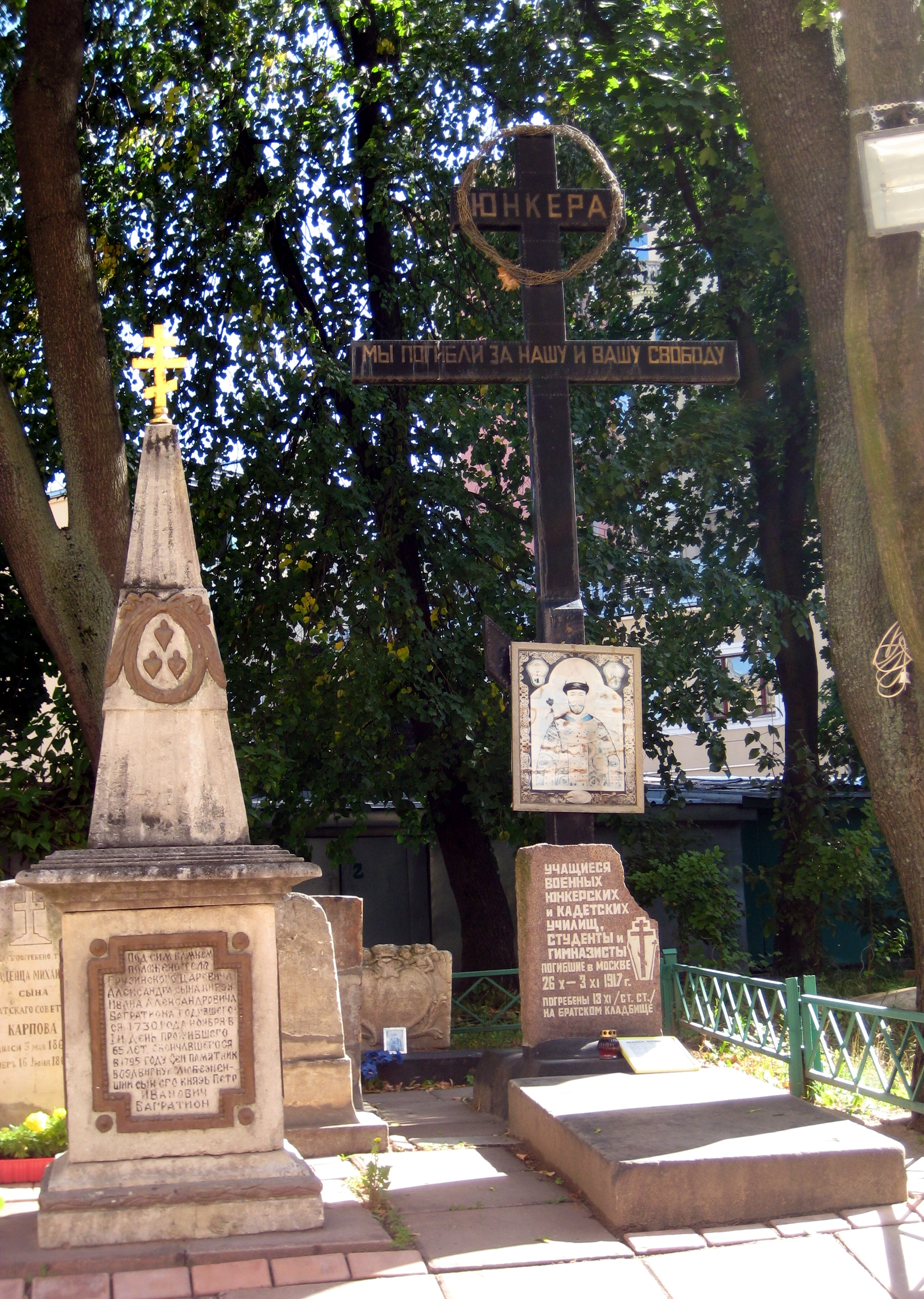
Меморіал біля храму Усіх Святих на Соколі. Пам'ятний хрест юнкерам, які загинули під час Жовтневого перевороту в Москві, прикрашений вицвілою іконою Миколи II

- канонізація не повинна дати приводів і аргументів у політичній боротьбі або мирських протистояннях. Її мета, навпаки, — сприяти об'єднанню народу Божого у вірі та благочесті.
- У зв'язку з особливо активною діяльністю сучасних монархістів комісія особливо підкреслила свою позицію: «канонізація Монарха жодним чином не пов'язана з монархічною ідеологією і, тим більше, не означає „канонізації“ монархічної форми правління… Прославляючи святого, Церква не переслідує політичних цілей… але перед свідчить вже, тими, що шанують праведника народом Божим, що подвижник, якого вона канонізує, дійсно догодив Богу і предстає за нас перед Престолом Божим, незалежно від того, яке положення він займав свого земного життя»[16].
- Комісія зазначила, що в житті Миколи II було два нерівних за тривалістю і духовною значимістю періоди — час царювання і час перебування в ув'язненні. У першому періоді (перебування при владі) комісія не знайшла достатніх підстав для канонізації, другий період (духовних і фізичних страждань) для Церкви є важливішим, і тому вона зосередила свою увагу на ньому.

У 2000 році на Архієрейському соборі Російської православної церкви царська сім'я була зарахована до лику святих у складі Собору новомучеників і сповідників російських, явлених і неявлених (загальним числом становить 860 осіб). Остаточне рішення було прийняте 14 серпня на зборах у залі храму Христа Спасителя, і до самого останнього моменту не було відомо, чи відбудеться канонізація, чи ні. Голосували вставанням, і рішення було ухвалено одностайно. Єдиним із церковних ієрархів, який висловився проти канонізації царської сім'ї, став митрополит Нижньогородський Микола: «…коли всі архієреї підписували канонізаційний акт, я позначив біля своєї розпису, що підписую все, крім третього пункту. У третьому пункті йшов цар-батюшка, і я під його канонізацією не підписувався…. він державний зрадник…. він, можна сказати, санкціонував розпад країни. І в іншому мене ніхто не переконає». Чин канонізації був здійснений 20 серпня 2000 року.
З «Діяння про соборне прославлення новомучеників і сповідників Російських XX століття»:

### Передумови
У РПЦЗ святість імператорської сім'ї була зведена практично до рівня догмату віри. Так, до об'єднання РПЦ та РПЦЗ, священикам РПЦ при переході в РПЦЗ необхідно було окремо згадати визнання цієї святості у стандартному тексті покаяння.
Коли постало питання про об'єднання церков, визнання святості імператорської родини було позначено ієрархами РПЦЗ, як необхідну умову примирення з РПЦ. Об'єднання в підсумку відбулося через сім років після канонізації РПЦ царської сім'ї у 2007 році.

### Доводи за канонізацію
- Обставини смерті — фізичні, моральні страждання і смерть від рук політичних супротивників.
- Широке народне шанування царствених страстотерпців послугувало однією з головних підстав для їх прославлення у лику святих[2].
  - «звернення окремих кліриків і мирян, а також груп віруючих із різних єпархій з підтримкою канонізації Царської Сім'ї. Під деякими з них стоять підписи кількох тисяч осіб. Серед авторів таких звернень є і російські емігранти, а також клірики і миряни братніх Православних Церков. Багато з тих, що звернулися до Комісії висловилися за швидку, невідкладну канонізацію Царствених мучеників. Думка про необхідність якнайшвидшого прославлення Государя і Царствених мучеників висловив ряд церковно-громадських організацій». За три роки було отримано 22 873 звернення за прославу царської родини, за словами митрополита Ювеналія[20].
- «Свідоцтва про чудеса і благодатної допомоги за молитвами до Царствених мучеників. Ідеться в них про зцілення, з'єднання роз'єднаних сімей, захист церковного надбання від розкольників. Особливо численні свідоцтва про мироточення ікон із зображенням Імператора Миколи II і Царствених мучеників, про пахощі і чудесне проступання на іконних ликах Царствених мучеників плям кривавого кольору».
- Особисте благочестя Государя: імператор приділяв велику увагу потребам Православної Церкви, щедро жертвував на будівництво нових храмів, у тому числі і за межами Росії. Глибока релігійність виділяли Імператорську пару серед представників тогочасної аристократії. Усі її члени жили у відповідності з традиціями православного благочестя. За роки його царювання було канонізовано святих більше, ніж за два попередніх століття (зокрема, Феодосій Чернігівський, Серафим Саровський, Ганна Кашинська, Йоасаф Бєлгородський, Гермоген Московський, Питирим Тамбовський, Іоанн Тобольський).
- «Церковна політика Імператора не вийшла за рамки традиційної синодальної системи управління Церквою. Однак саме за царювання Імператора Миколи II церковна ієрархія, що доти два століття офіційно тримала мовчанку з питання про скликання Собору, здобула можливість не тільки широко обговорювати, але і практично підготувати скликання Помісного Собору».
- Діяльність імператриці і великих княжен як сестер милосердя під час війни.
- «Імператор Микола Олександрович часто уподібнював своє життя до випробувань страждальця Іова, у день церковноої пам'яті якого народився. Узявши свій хрест так само, як біблійний праведник, він виніс всі послані йому випробування твердо, коротко і без тіні нарікання. Саме це довготерпіння з особливою ясністю відкривається в останніх днях життя Імператора. З моменту зречення не стільки зовнішні події, скільки внутрішній духовний стан Государя звертає на себе нашу увагу»[16]. Більшість свідків останнього періоду життя Царствених мучеників говорять про в'язнів Тобольського губернаторського і Єкатеринбурзького Іпатіївського будинків як про людей страждальців і, незважаючи на всі знущання й образи, що вели благочестиве життя. «Їх справжня велич виникала не з їх царської гідності, а від тієї дивовижної моральної висоти, на яку вони поступово піднялися».

### Доводи проти канонізації
- Православний історик Д. В. Поспіловский аргументом проти канонізації вказував на свідоцтво офіцерів, що знали государя, про його «дивно безучасне» ставлення до масових людських жертв у Першій світовій війні: «чи не такі ще гинули, обійдемося з іншими, ще вистачить»[21]. Із коментарів історика К. Ф. Шацилла, що опублікував щоденники імператора, вбивство чергової кішки (винищенням яких Микола II розважався за відсутності більш придатної для полювання живності), було для Миколи важливіше, ніж розповідь наближеного, що повернувся з Російсько-японської війни[22].
- Д. В. Поспіловський аргументом проти канонізації посилався на «колосальний удар по народній вірі в царя, сакральність монархії» і «державної Церкви», що була ототожнювана з ними, внаслідок жорстокості царя в придушенні революції, розправи з робочими заворушеннями, селянськими бунтами тощо[23].
- Митрополит Нижньогородський і Арзамаський Микола (Кутєпов) послідовно і принципово виступав проти канонізації Миколи II, вважаючи його державним зрадником, оскільки, на думку митрополита, в імператора була вся повнота влади, включаючи застосування сили «аж до позбавлення життя», щоб приборкати повсталих, але не зробив цього, чим сприяв розпаду країни. А на Архієрейському Соборі 1997 року Кутєпов заявляв, що вважає Миколу II відповідальним за смерть російських новомучеників, оскільки той «у здоровому глузді і твердій пам'яті» зрікся престолу.[24].
- Загибель імператора Миколи II і членів його сім'ї не була мученицькою смертю за Христа, а лише політичною репресією[25].
- Невдала державна і церковна політика імператора, в тому числі такі події, як трагедія на Ходинці, Кривава неділя і Ленський розстріл і неоднозначна діяльність Григорія Распутіна.[джерело?]
- Активний рух за канонізацію царської сім'ї в 1990-е роки носило не духовний, а політичний характер[3][26].
- Професор МДА О. І. Осипов: «Ні святий Патріарх Тихон, ні святий митрополит Петроградський Веніамін, ні святий митрополит Крутицький Петро, ні святий митрополит Серафим (Чичагов), ні святий архиєпископ Тадей, ні святий архієпископ Іларіон (Троїцький), який, без сумніву, незабаром буде зарахований до лику святих, ні інші нині прославлених нашою Церквою ієрархи, новомученики, знали значно більше і краще, ніж ми тепер, особистість колишнього Царя — ніхто з них жодного разу не висловив думки про нього, як святого страстотерпця (а в той час про це ще можна було заявити у весь голос)»[3]. На його думку «релігійність царської чети при всій її зовні традиційній православності мала чітко виражений характер інтерконфесінального містицизму»[3].
- На думку Д. В. Поспіловського подібно до того, як заклик Карловацького собору в 1921 році до відновлення на престолі дому Романових призвів до розколу в зарубіжжі[уточнити], рішення про канонізацію могло сприяти відокремленню Церкви за освітньою ознакою: інтелігенція (включаючи частину духовенства) — по один бік, менш грамотні шари — по іншу[27].

### Спростування доводів проти
- Провину за Події 9 січня 1905 року не можна покладати на імператора. Петиція про робочих потреб, з якою робітники йшли до царя, мала характер революційного ультиматуму, що виключало можливість її прийняття або обговорення[28]. Рішення про недопущення робітників на площу Зимового палацу прийняв не імператор, а уряд на чолі з міністром внутрішніх справ П. Д. Святополк-Мирських. Міністр Святополк-Мирський не забезпечив імператора достатньою інформацією про події, що відбуваються, а його повідомлення носили заспокійливий характер[28]. Наказ військам про відкриття вогню також віддав не імператор, а командувач Санкт-Петербурзьким військовим округом великий князь Володимир Олександрович. Таким чином, «історичні дані не дозволяють виявити в діях Государя в січневі дні 1905 року свідомої злої волі, зверненої проти народу і втіленої в конкретних гріховних рішеннях і вчинках»[16]. Тим не менш імператор Микола II не побачив у діях командувача негожих дій щодо розстрілу демонстрацій: він не був засуджений, ні відсторонений від посади. Але він вбачає провину в діях міністра Святополк-Мирського і градоначальника І. О. Фуллона, які були відправлені у відставку відразу після січневих подій.
- Вина Миколи як невдачливого державного діяча не повинна розглядатися: «ми повинні оцінювати не ту чи іншу форму державного устрою, але місце, яке займає конкретна особа в державному механізмі. Оцінці підлягає, наскільки те або інша особа зуміла втілити у своїй діяльності християнські ідеали. Слід зазначити, що Микола II ставився до несення обов'язків монарха як до свого священного обов'язку».
- Зречення царського сану не є злочином проти церкви: «Характерне для деяких супротивників канонізації Імператора Миколи II прагнення представити його зречення від Престолу як церковно-канонічний злочин, подібне відмови представника церковної ієрархії від священного сану, не може бути визнано мають скільки-небудь серйозні підстави. Канонічний статус миропомазаного на Царство православного государя не був визначений у церковних канонах. Тому спроби виявити склад якогось церковно-канонічного злочину в зреченні Імператора Миколи II влади видаються неспроможними»[29]. Навіть навпаки, «Духовні мотиви, з яких останній російський Цар, не бажаючи проливати кров підданих, вирішив зректися престолу в ім'я внутрішнього світу в Росії, надає його вчинку справді моральний характер»[30].
- Згідно з висновком синодальної комісії з канонізації: «У відношеннях із Распутіним був присутній елемент людської немочі», проте бачити в них «ознаки духовної принади, а тим більше недостатньої уцерковленості — немає ніяких підстав»[16].

## Аспекти канонізації

### Учення про царя-викупника
Осипов зазначає також такі аспекти канонічних норм щодо чудес:
- Страстотерпців — варіант, обраний Російською православною церквою. У традиції (житійну і літургійної) Російської церкви поняття «страстотерпець» вживається стосовно до тих російських святих, які, «наслідуючи Христа, терпеливо переносили фізичні, моральні страждання і смерть від рук політичних супротивників. В історії Російської церкви такими страстотерпцями були святі благовірні князі Андрій Боголюбський (†1174), Михайло Ярославич (†1318), царевич Димитрій (†1591). Усі вони своїм подвигом страстотерпців продемонстрували високий зразок християнської моральності і терпіння»[16].
- Мученики, незважаючи на віднесення смерть царської родини до розряду мученицької (див. вище визначення Архієрейського собору), для зарахування до цього лику святості необхідно постраждати саме за засвідчення своєї віри в Христа, в той час, як від царської сім'ї ніхто не вимагав зречення від Бога і Церкви[31]. Незважаючи на це, РПЦЗ в 1981 році прославила царську сім'ю саме в цьому лику святості. Причиною цього стала переробка традиційних принципів канонізації у лику мучеників втекли з СРСР протоієреєм Михайлом Польським, який, виходячи з визнання «радянської влади» в СРСР, по суті антихристиянської, вважав «новомучениками російськими»[32] всіх православних християн, убитих представниками державної влади в Радянській Росії. Причому в його трактуванні, християнське мучеництво змиває з людини всі раніше колишні гріхи[33].
- Благовірні — найбільш поширений образ святості для монархів. У Росії цей епітет навіть виступав частиною офіційного титулу великих князів і перших царів[34]. Однак традиційно він не застосовується для святих, канонізованих як мученики або страстотерпці. Інша важлива деталь — у лику благовірних прославляються особи, які мали статус монарха в момент смерті. Микола II, зрікшись престолу, на думку професора Московської духовної академії Олексія Осипова, створив спокусу для віруючих, не зазнавши, за словом Євангелія, до кінця (Мф 10:22)[3]. Осипов вважає, що при зречення від престолу відбулося зречення і від благодаті, отриманої, за вченням Церкви, при миропомазанні в момент вінчання на царство. Незважаючи на це, в радикальних монархічних колах Миколу II шанують та у лику благовірних.
- У деяких радикальних монархічних і православних колах щодо Миколи II вживається епітет викупник. Це проявляється як у письмових зверненнях, спрямованих до Московську патріархію при розгляді питання про канонізацію царської сім'ї[3], так і в неканонічних акафістах і молитвах: «О пречудний і царю преславний-покутника Миколая»[35] Однак на зборах московського духовенства патріарх Алексій II однозначно висловився про неприпустимість подібного, заявивши, що «якщо він побачить у якомусь храмі книги, в яких Микола II іменується Викупником, то буде розглядати настоятеля цього храму як проповідника єресі. У нас один Викупник — Христос»[36].

### Канонізація слуг
Разом із Романовими були розстріляні четверо їхніх слуг, що послідували за своїми панами у заслання. РПЦз канонізувала їх разом із царською сім'єю. А РПЦ вказує на формальну помилку, здійснену Закордонною церквою під час канонізації проти звичаю: слід зазначити, що не має історичних аналогій у Православній Церкві рішення включити в число канонізованих, взяли разом із Царською Сім'єю мученицьку кончину, царського слуги римського католика Алоїзія Єгоровича Трупа і лютеранки гофлектриси Катерини Адольфівни Шнейдер".
Підставою для подібної канонізації архієпископ Лос-анджелеський Антоній (Сінкевич) наводив аргумент, «що ці люди, будучи відданими цареві, своєю мученицькою кров'ю хрестилися, і вони гідні тим самим бути канонізованим разом із Сім'єю» Позиція ж власне РПЦ із приводу канонізації слуг така: У зв'язку з тим, що вони добровільно залишилися з Царською Сім'єю і прийняли мученицьку смерть, правомірно було б ставити питання і про їх канонізації. Крім чотирьох, розстріляних у підвалі, Комісія згадує, що в цей список мали б входити «убієнні» в різних місцях і в різні місяці 1918 року генерал-ад'ютант І. Л. Татищев, гофмаршал князь В. О. Долгоруков, «дядько» Спадкоємця К. Г. Нагорний, дитячий лакей І. Д. Седнєв, фрейліна Імператриці А. В. Гендрикова і гофлектрисса К. А. Шнейдер. Тим не менш, Комісія вирішила, що їй «не є можливим остаточне вирішення питання про наявність підстав для канонізації цієї групи мирян, за обов'язком своєї придворної служби супроводжували Царську Сім'ю», оскільки дані про широкому поіменному молитовному поминанні цих слуг віруючими немає, крім того, немає відомостей про їх релігійне життя та особисте благочестя. Остаточний висновок був такий: Комісія дійшла висновку, що найбільш належною формою вшанування християнського подвигу вірних слуг Царської Сім'ї, які розділили її трагічну долю, на сьогоднішній день може бути увічнення цього подвигу в житті Царствених мучеників.
Зарахувати до лику страстотерпців потерпілих слуг царської сім'ї неможливо, оскільки, як заявив член Синодальної комісії протоієрей Георгій Митрофанов, «чин страстотерпців із давніх-давен застосовується лише до представників великокнязівських і царських родів».

### Критика
Професор МДА Олексій Осипов пише, що при оцінці повідомлень про чудеса, пов'язані з царською сім'єю, слід враховувати, що такі «факти самі по собі ще зовсім не підтверджують святості тих, конфесії, релігії), через кого і де вони відбуваються, і що подібні явища можуть відбуватися і в силу віри — „по вірі вашій нехай буде вам“ (Мф 9:29), і за дії іншого духа (Дії 16:16-18), „щоб спокусити, якщо можливо, і обраних“ (Мф 24:24), і, можливо, за іншим, поки невідомих нам причин».
- для церковного визнання дива необхідно свідчення правлячого єпископа. Тільки після цього можна говорити про природу цього явища — божествене це чудо або явище іншого порядку. Щодо більшості описаних чудес, пов'язаних із царськими мучениками, такі свідоцтва відсутні;
- оголошення кого-небудь святим без благословення правлячого єпископа і соборного рішення є неканонічним актом, і тому всі згадки про чудеса царствених мучеників до моменту їх канонізації повинні сприйматися скептично;
- ікона є образом канонізованого церквою подвижника, тому чудеса від написаних до офіційної канонізації ікон є сумнівними[3].

## Реакція
Канонізацією царської сім'ї усунуто одну з суперечностей між Російською і Руської зарубіжної церкви (яка канонізувала їх на 20 років раніше), зазначив у 2000 році голова відділу зовнішніх церковних зв'язків митрополит Смоленський і Калінінградський Кирило. Ту ж точку зору висловив князь Микола Романович Романов (голова Об'єднання Дому Романових), який, втім, відмовився від участі в акті канонізації в Москві, пославшись, що був присутній на церемонії канонізації, яка була проведена в 1981 році в Нью-Йорку РПЦЗ.

## Реакція на канонізацію
Андрій Кураєв: «канонізований був не спосіб правління Миколи Другого, а образ його смерті… XX був страшним століттям для російського християнства. І не можна з нього піти, не підбивши будь-яких підсумків. Оскільки це було століття мучеників, у канонізації можна було йти двома шляхами: спробувати прославити всіх новомучеників… Або канонізувати якогось Невідомого солдата, почитати одну безвинно розстріляну козачу сім'ю, а разом із нею мільйони інших. Але цей шлях для церковної свідомості, напевно, був би занадто радикальним. Тим більше, що в Росії завжди існувала якась тотожність „цар-народ“».

### Іконографія
Зустрічається як колективне зображення всієї родини, так і кожного з членів окремо. В іконах «закордонного» зразка до Романових долучаються канонізовані слуги. Страстотерпців можуть зображувати як у сучасному їм одязі початку XX століття, так і в стилізованих під Стародавню Русь шатах, за стилем нагадують царські шати з парсуни.
Фігури святих Романових зустрічаються також у багатофігурних іконах «Собор новомучеників і сповідників Російських» і «Собор Святих покровителів мисливців і рибалок».

### Мощі
Патріарх Алексій напередодні занять Архієрейського собору 2000 року, який вчинив акт прославлення царської сім'ї, говорив про останки, знайдені під Єкатеринбургом: «У нас є сумніви в достовірності останків, і ми не можемо закликати віруючих поклонятися лжемощам, якщо в майбутньому вони будуть визнані такими». Митрополит Ювеналій, посилаючись на рішення Священного синоду від 26 лютого 1998 року («Оцінка достовірності наукових і слідчих висновків, так само як і свідчення про їх непорушності або неспростовності, не входить до компетенції Церкви. Наукова та історична відповідальність за прийняті в ході слідства і вивчення висновки щодо „єкатеринбурзьких останків“ повністю лягає на Республіканський центр судово-медичних досліджень і Генеральну прокуратуру Російської Федерації. Рішення Державної комісії про ідентифікацію знайдених під Єкатеринбургом останків як таких, що належать Сім'ї Імператора Миколи II, викликало серйозні сумніви і навіть протистояння в Церкві та суспільстві»), доповідав Архієрейському собору в серпні 2000 року: «Поховані 17 липня 1998 року в Санкт-Петербурзі „єкатеринбурзькі останки“ на сьогоднішній день не можуть бути визнані нами такими, що належать Царській Родині».
Через таку позицію Московської патріархії, яка не зазнала відтоді змін, останки, ідентифіковані урядовою комісією як такі, що належать членам царської сім'ї і поховані в липні 1998 року в Петропавлівському соборі, церквою як святі мощі не шануються.
Шануються як мощі реліквії, які мають більш ясним походженням, наприклад, волосся Миколи II, обстрижені в трирічному віці.

### Учення про царя-викупника
Із кінця 1990-х років щорічно у дні, приурочені до роковин народження «царя-мученика Миколи» деякими представниками кліру (зокрема, архімандритом Петром (Кучером)), в Тайнінському (Московська область), біля пам'ятника Миколі II роботи скульптора В'ячеслава Кликова, здійснюється особливий «Чин покаяння в гріхах російського народу»; проведення заходу було засуджено священноначальством РПЦ (Патріархом Алексієм II у 2007 році).
Серед частини православних має ходіння концепція «Царя-визволителя», згідно з якою Микола II шанується як «викупник гріха невірності свого народу»; критики називають цю концепцію «царевикупницької єрессю».
У 1993 р. «покаяння за гріх царевбивства від імені всієї Церкви» було принесено патріархом Алексієм II, писав: Ми закликаємо до покаяння весь наш народ, всіх чад його, незалежно від їх політичних поглядів і поглядів на історію, незалежно від їх етнічного походження, релігійної приналежності, від їх ставлення до ідеї монархії і до постаті останнього Російського Імператора. У XXI столітті з благословення митрополита Санкт-Петербурзького і Ладозького Володимира щорічно стала проводитися покаянна хресна хода з Санкт-Петербурга до Єкатеринбурга до місця загибелі сім'ї Миколи II]. Вона символізує покаяння за гріх відступу російського народу від соборної клятви 1613 року на вірність королівському роду Романових.